# Sobasina platypoda
Sobasina platypoda är en spindelart som beskrevs av Berry, Beatty, Prószynski 1998. Sobasina platypoda ingår i släktet Sobasina och familjen hoppspindlar. Inga underarter finns listade i Catalogue of Life.